# イヴ・マリオット
イヴ・マリオット（フランス語: Yves Mariot、1948年7月5日 - 2000年1月15日）は、フランスの元サッカー選手。1970年代のヨーロッパにおいてマルセイユ・ルーレットを最初に広めたことで知られている。

## 経歴
ASナンシーでデビュー。選手としてのマリオットを知らしめたのはオリンピック・リヨン時代で、1975年にフランス代表に選出、ポルトガル戦に出場した。SCバスティアに移籍後の1978年にUEFAカップの決勝戦へチームを導き、叙事詩的英雄の一人として讃えられた。
左ウィンガーのマリオットは、試合中に「エアルーレット」を使用する数少ない選手の1人として知られていた。自らの後ろにあるボールを、踵で通過させて回収し、対戦相手を翻弄した。マリオットは類稀な技術でこのターンを完璧に使いこなし、試合で頻繁に使用した。 
現役引退後は自然を友とし、馬の世話をしていた。2000年1月15日、リヨンにおいて動脈瘤破裂により51歳で死去した。